# Stéphane Akam
Akam est un artiste musicien, auteur compositeur et interprète camerounais né à Douala,. Il compte à son actif plusieurs singles et un album intitulé Gae Yen, sorti en 2018.

## Biographie

### Enfance et débuts
Stéphane Akam est né un 15 septembre à Deïdo, d'un père originaire de la région du Centre et d'une mère originaire de Bayangam dans la région de l'Ouest Cameroun. Il grandit dans un univers musical ceci grâce à la collection des 3000 CD que possédait son père. Il s'exerce alors à chanter devant ses amis et ses proches. En 2005, Stephane Akam fait ses premiers pas dans la musique à travers des concours de chant dans son quartier Bonaberi  et plus tard dans des compétitions nationales.
C’est à l’Université de Douala alors qu'il est étudiant, qu'il se performe à la musique et apprend à jouer de la guitare. En 2013, il fait ses premières scènes dans les cabarets. Il s’améliore ainsi dans le chant et apprend à maitriser la scène et le public à travers des interprétations des chansons des artistes nationaux et internationaux tels que: Henry Dikongue, Richard Bona, Kareyce Fotso, Angélique Kidjo Lokua Kanza, Youssou Ndour et Michael Jackson.

### Carrière
Akam commence sa carrière professionnelle en 2017 en sortant Goun’a, une chanson, premier extrait de son premier album. Sa musique est un assemblage de blues, d’afro pop et de folk. Elle fait appel à des sonorités traditionnelles du Cameroun et d’Afrique et s'inscrit dans le registre de la World Music.
En 2018, il enregistre Che Woue son deuxième single. C'est le titre qui lui permet de se faire connaitre sur la scène musicale nationale. Grâce à ce titre, il est nommé dans deux catégories aux Africans Music Awards (Afrima) à savoir : Meilleur artiste masculin et meilleure musique traditionnelle africaine. La même année, il sort le single Plein d’amour,.
En novembre 2018, son premier album Gae Yen voit le jour. L'album est composé de 09 titres. Le 16 novembre 2018 Gae yen est présenté au public lors d’un concert live à L’Institut Français du Cameroun antenne de Douala. Par la suite, il enchaine des spectacles publics et privés. On le retrouve aussi sur la scène de plusieurs festivals panafricain d'envergure tels que le Kolatier (2017), Quartier Sud (2018), Escale Bantoo (2020), la fête de la musique au Boulevard de la Liberté à Douala (2021).
En 2021, Stéphane Akam annonce la préparation de son deuxième album et sort un premier single intitulé Amour où es tu?. En 2022 il revient avec Chanceline le dernier single en date sorti le 06 mai 2022 et 2023 le single On veut voir.

## Discographie

### Album
- 2018 : Gae Yen[12]

### Singles
- 2017 : Goun’a
- 2018 : Che Woue
- 2018 : Plein d'amour
- 2019 : Che Woue Feat Salatiel
- 2020 : Wa Feat DJ Anthem
- 2021 : Amour où es tu?
- 2022 : Chanceline
- 2022 : On veut voir

## Nominations et prix

### Nominations
- 2018⁣ : African Music Awards AFRIMA dans les catégories Meilleur artiste masculin et Meilleure musique traditionnelle africaine
- 2019⁣ : Canal 2'or dans la catégorie Artiste ou Groupe de musique World

### Lauréat
- 2019⁣ : Prix Coup de Cœur de l’Institut Français de Douala pour sa performance live[13]